# Comuna Maciulîșcea, Putîvl
Maciulîșcea (în ucraineană Мачулища) este o comună în raionul Putîvl, regiunea Sumî, Ucraina, formată din satele Maciulîșcea (reședința), Uțkove și Voșciînîne.

## Demografie
Componența lingvistică a comunei Maciulîșcea
     Rusă (81,66%)
     Ucraineană (18,34%)
Conform recensământului din 2001, majoritatea populației comunei Maciulîșcea era vorbitoare de rusă (81,66%), existând în minoritate și vorbitori de ucraineană (18,34%).